# Črni Vrh
Črni Vrh je naselje v Občini Idrija. Je največje naselje na Črnovrški planoti, ki se nahaja na vzhodnem delu Trnovskega gozda in sedež krajevne skupnosti Črni Vrh. Je razloženo naselje z gručastim jedrom, na robu kraškega polja, pod obronki Špika (1068m) in Male peči ter Velike peči, ob regionalni cesti Godovič – Ajdovščina. Okoliška planota je vršaj dolomitnega drobirja, v katerem je več brezen in vrtač. Na planoti izvirata tudi dva potočka, ki pa kmalu ponikneta. Črni Vrh je edino strnjeno naselje na tej planoti in je pomembno križišče poti proti Colu, Godoviču, Idrijskemu Logu, Lomam in Zadlogu.

## Sestava
Poleg vaškega jedra tvorijo naselje Črni Vrh še zaselki Trebče, Brdca, Trate in Zediše.
Črni Vrh tvori s še preostalimi osmimi okoliškimi naselji (Lome, Predgriže, Idrijski Log, Zadlog, Kanji Dol, Strmec, Javornik, Mrzli Log) po obsegu največjo krajevno skupnost idrijske občine, ležeče v severozahodnem delu Slovenije. Črni Vrh leži na pobočjih črnovrških hribov in rahlo valoviti ravnini od 650 do 1150 m nadmorske višine.

## Prebivalci
V samem Črnem Vrhu živi približno 650/759/720 prebivalcev, v celotni krajevni skupnosti pa okoli 1170/1300 prebivalcev. V vseh naseljih, izjemi sta le Kanji Dol in Strmec, so moški v večini. V obdobju od leta 1900 do 2002 se je število prebivalcev zmanjšalo za 40% (od 1958 na 1189 prebivalcev). Največje znižanje prebivalstva je v hribovskih vaseh – Javorniku, Kanjem Dolu in Mrzlem Logu, najmanjše pa v Črnem Vrhu in Predgrižah. Razveseljivo je, da se je trend zmanjševanja v zadnjih desetih letih upočasnil. Čeprav je število rojstev manjše od števila umrlih, pa se zaradi priseljevanja število prebivalcev v Črnem Vrhu veča.

## Gospodarstvo
Včasih je bilo prebivalstvo večinoma kmečko, danes pa kmetijstvo pomeni le slabo desetino osnovnih dejavnosti. Poleg živinoreje in gozdarstva je bila razvita tudi obrt in sicer mizarstvo, pintarstvo, pletarstvo, izdelovanje grabelj, izdelava platna, klekljanje, čevljarstvo. Danes se ljudje vozijo v službo v Idrijo, Ljubljano, Ajdovščino, Tolmin in Novo Gorico.

## Naravne in kulturne znamenitosti ter prireditve
Danes je v kraju ena trgovina, osnovna šola,  župnijska cerkev sv. Jošta, pošta, urad krajevne skupnosti, bar pri Hladniku, gostišče Metka, turistična kmetija Pr' Mark, Dom za starejše Vitadom, bencinska črpalka, podjetje Prebil plast. Glavna nosilca turističnega razvoja in ponudbe sta gostišče Metka ter smučišči Ski Bor v Črnem Vrhu in Javornik v Zgornjih Lomeh. Vse zimsko obdobje od novembra do marca so poleg smučišča  urejene tudi tekaške proge. 
Širši javnosti je Črni Vrh poznan predvsem po:
- po Trnovskem maratonu, 42 in 21 km dolgi smučarski tekaški prireditvi, najstarejši in najmnožičnejši tekaški prireditvi v nekdanji Jugoslaviji ter po številnih prireditvah z gorskimi kolesi, predvsem pa po tradicionalnem Bloudkovem maratonu,
- spominskem pohodu na Javornik,
- kraških jamah in breznih (Ciganska jama, Hravatova jama, Habečkovo brezno, Golobeja jama)
- astronomskem observatoriju Črni Vrh
- astronomskem observatoriju na Javorniku,
- kolesarskem klubu MTB Orbea Geax,
- teku in pohodu na Špičasti vrh
- večerih domačega filma
- bogati pevski tradiciji in velikem številu pevskih zborov glede na število prebivalcev (v kraju delujejo trije otroški, dva mladinska, en moški, en ženski in en mešani pevski zbor).

## Znani rojaki
V Črnem Vrhu in okolici so se rodili:
- Matej Hladnik (1806-1865), pisatelj
- Matej Cigale (1819-1889), jezikoslovec in urednik
- Matija Ozbič (1828-1888), podobar, kipar
- Frančišek Lampe (1859-1900), filozof, teolog, pisatelj in urednik
- Fran Ksaver Tončič (1865-1919), podobar, kipar
- Vladimir Miselj (1889-1944), diplomat in funkcionar društva narodov
- Ivan Tominec (1890-1965), jezikoslovec
- Neda Pagon (1941-2020), sociologinja, filozofinja, prevajalka, publicistka in urednica
- Silvester Čuk (*1930), duhovnik, urednik in prevajalec
- Marko Ivan Rupnik (*1954-danes), duhovnik, mozaičar, teolog ter dobitnik Prešernove nagrade